# Kores (Tadschikistan)

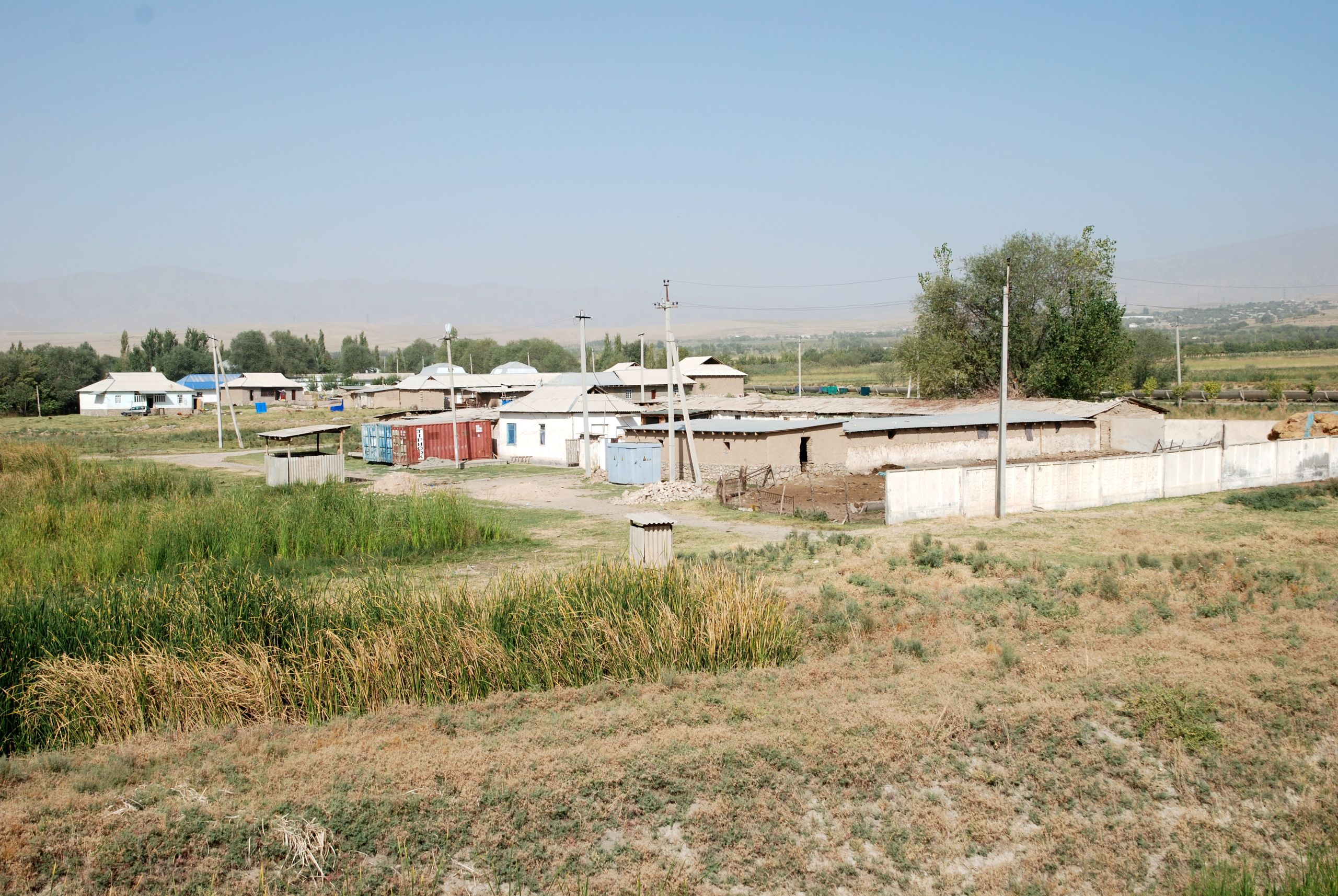
Ortsteil von Kores

Kores (tadschikisch Корез, IPA: kɔːˈɾeːz), englische Umschrift Korez, ist ein Dorf und der Hauptort des gleichnamigen Subdistrikts (dschamoat) im Distrikt (nohija) Danghara in der tadschikischen Provinz Chatlon. Der Ortsname entspricht Persisch kariz oder karez (كاريز, DMG kārīz) und bezeichnet das auf Arabisch qanat genannte Bewässerungssystem.
Von der nahegelegenen frühmittelalterlichen befestigten Siedlung Soli-Sard ist nur noch die einstige Umwallung erkennbar.

## Lage und Ortsbild
Das Dorf Kores liegt etwa vier Kilometer nördlich des Stadtzentrums von Danghara auf rund 770 Metern Höhe in einer intensiv landwirtschaftlich genutzten Ebene, die im Westen von der über 2000 Meter hohen Sarsarak-Bergkette, im Norden von der ebenso hohen Wachsch-Bergkette und im Osten von einem Hügelgebiet, das rund 1200 Meter Höhe erreicht, begrenzt wird. Westlich der Sarsarak-Bergkette fließt der Wachsch in einem tief eingeschnittenen Tal nach Süden. Der schmale Grat der Sarasak-Kette bildet eine Wasserscheide. Einige in den nördlichen Bergen entspringende Bäche durchqueren die Ebene und fließen parallel zum Wachsch nach Süden dem Fluss Pandsch zu. Auf den Feldern der Umgebung wird hauptsächlich Baumwolle angebaut, die stark bewässert werden muss. Hierfür existiert entlang der Straßen und Wege ein Netz von größeren und kleineren Bewässerungskanälen (arik) in Form von verschilften Wasserläufen oder oberirdischen Betonrinnen. Im Jahr 2008 betrug der Ertrag im Distrikt Danghara zwischen 1,2 und 3 Tonnen Baumwolle pro Hektar. Auf den verbleibenden Wiesen werden Rinder, Ziegen und Schafe gezüchtet.
Die Fernstraße A385 führt, aus nördlicher Richtung kommend, an Nurek vorbei über Danghara zu den weiteren Kleinstädten Qurghonteppa und Kolchosobod in den Süden der Provinz Chatlon. Vier Kilometer nördlich von Danghara zweigt von der A385 eine einspurige, nicht asphaltierte Straße nach Osten ab und erreicht nach etwa drei Kilometern Kores. Auf zwei weiteren Fahrstraßen ist Kores direkt vom Zentrum Danghara aus zu erreichen.
Nach offiziellen Angaben lebten 2009 im Subdistrikt (dschamoat) Kores 9163 Einwohner, die sich auf zahlreiche Siedlungen mit teilweise nur wenigen Dutzend Häusern verteilen. Die landwirtschaftlichen Gehöfte bestehen meist aus einem eingeschossigen Wohngebäude, das von einem Walmdach aus Wellblech überdeckt wird und einigen flach gedeckten Nebengebäuden. Die Wände sind aus Lehmziegeln über einem Bruchsteinsockel oder ganz aus Bruchsteinen gemauert und verputzt.

## Soli-Sard

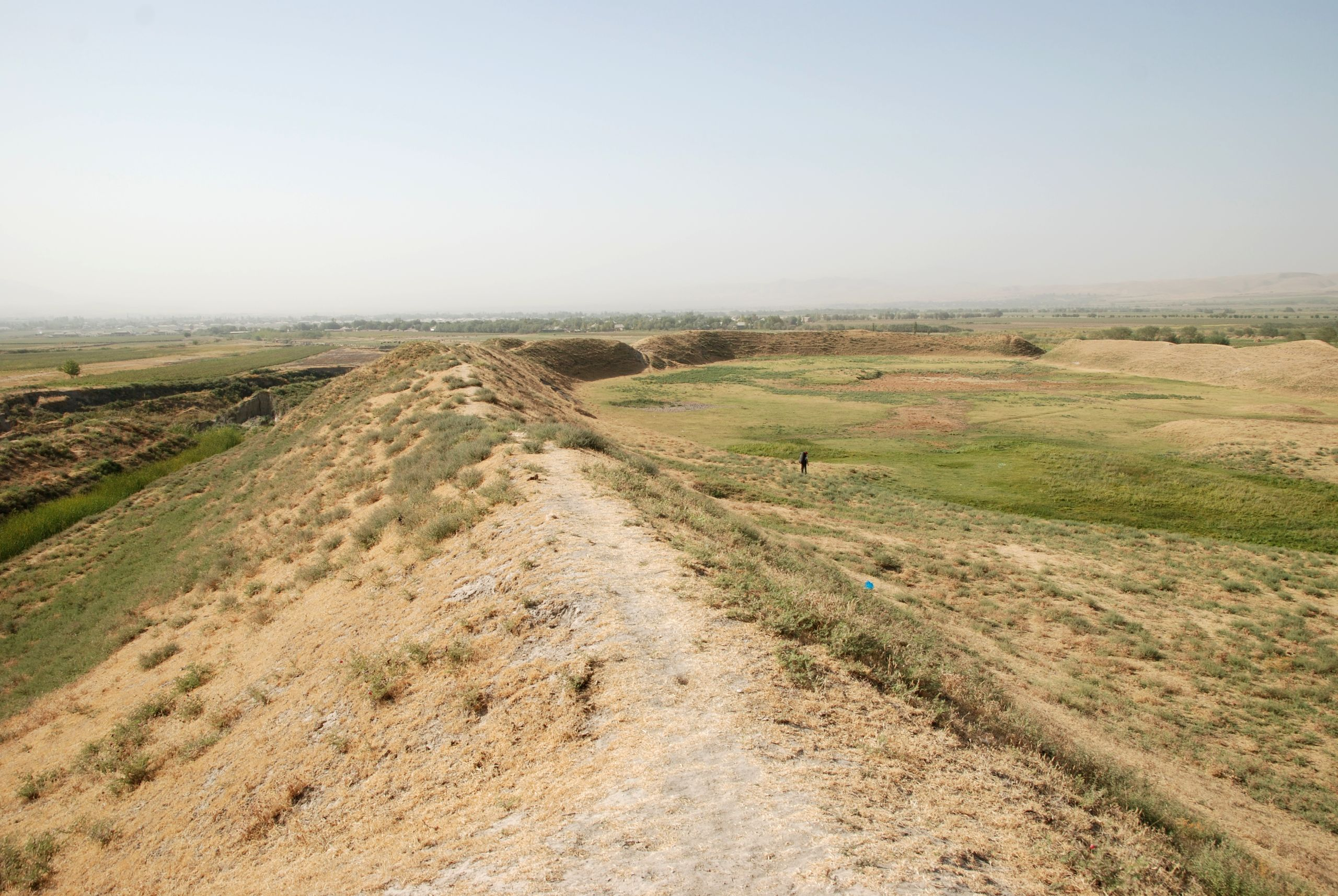
Soli-Sard. Östlicher Wall Richtung Süden

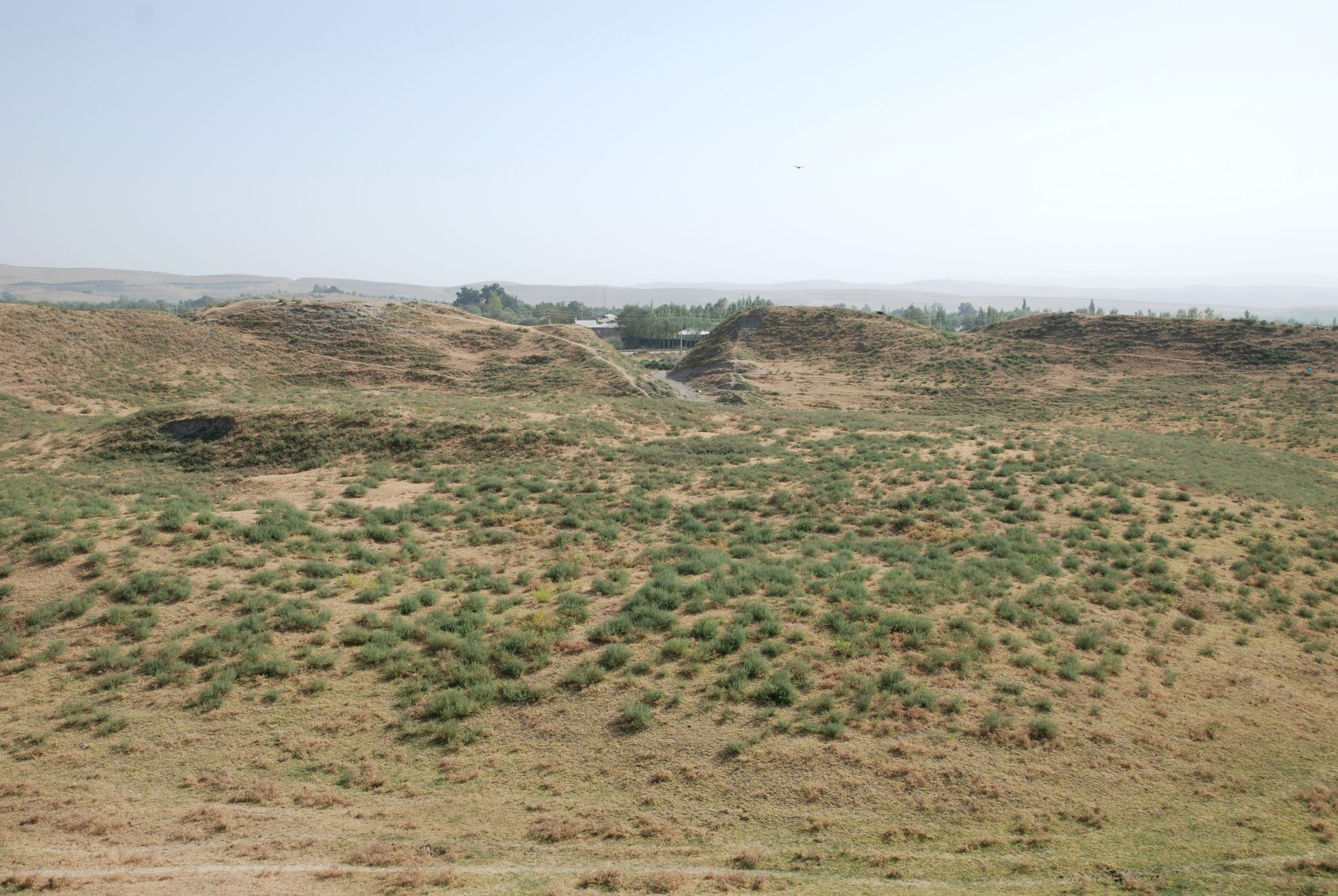
Nordhälfte von Soli-Sard nach Osten

Einige meist isolierte Funde in der Umgebung werden in das Moustérien datiert. Im Wachsch-Tal gab es bereits in der Bronzezeit einen bewässerten Feldbau. Zahlreiche Topfscherben und Bronzeobjekte stammen vom Ende des 2. Jahrtausends v. Chr.
Soli-Sard, englische Umschrift Zoli-Zard, ist die Ausgrabungsstätte einer frühmittelalterlichen befestigten Siedlung, die an dem von der A385 nach Osten führenden Fahrweg zwischen zwei Teilorten von Kores liegt und von Baumwollfeldern umgeben ist. Die Siedlung wurde im 3. Jahrhundert v. Chr. gegründet und stellt ein Beispiel für die Bedeutung des Wachsch-Tals im 10. Jahrhundert dar. Soli-Sard ist nicht zu verwechseln mit der gleichnamigen Siedlung zwölf Kilometer nordwestlich von Kolchosabod beim Dorf Uzun, die im Mittelalter Khelaverd und später Lagman hieß.
Die Ausgrabungsstätte ähnelt anderen befestigten Siedlungen im Wachsch-Tal, ist jedoch kleiner als das bedeutendere Kafirkala in Kolchosabod. Erkennbar ist ein annähernd rechteckiger Umfassungswall mit einer Länge in Nord-Süd-Richtung von ungefähr 350 Metern und einer Breite von 150 Metern. Direkt außerhalb des Ostwalls fließt ein Bach entlang nach Süden. An allen vier Ecken ist der Wall durch Einschnitte unterbrochen. Flache Erhebungen zeigen eine ehemalige Besiedlung im nördlichen Teil des umschlossenen Gebiets.